# Chosrou Szirin
Chosrou Szirin (perski: خسروشيرين) – miejscowość w południowym Iranie, w ostanie Fars. W 2006 roku miejscowość liczyła 1835 osób w 503 rodzinach.